# دهستان مراوه‌تپه
دهستان مراوه‌تپه یکی از دهستان‌های بخش مرکزی شهرستان مراوه‌تپه، استان گلستان در ایران است.

## جمعیت
براساس سرشماری مرکز آمار ایران در سال ۱۳۹۵، جمعیت آن ۱۳،۳۰۲ نفر بوده‌است.